# Bechtold Eugen von Bernstorff
Bechtold Eugen von Bernstorff, heer van Wehningen en Schiermonnikoog (Neustrelitz, 16 april 1902 –
Jasebeck 23 november 1987) is een afstammeling van de adellijke familie Von Bernstorff. In november 1939 overleed zijn vader graaf Georg-Ernst August von Bernstorff en erfde hij diens heerlijke titels en bezit, waaronder het eiland Schiermonnikoog. Zijn grootvader graaf Berthold Hartwig Arthur Graf von Bernstorff kocht het eiland in 1893 voor 200.000 gulden. In 1906 verkocht hij het voor 220.000 gulden aan zijn zoon Georg Ernst August.
Na de Tweede Wereldoorlog werd "krachtens artikel 3 van het Besluit Vijandelijk Vermogen" Schiermonnikoog geconfisqueerd door de Nederlandse Staat. Dit tot grote teleurstelling van de graaf, die het goed kon vinden met de eilanders. Hij verloor niet alleen Schiermonnikoog, ook in Duitsland vielen grote delen van zijn bezit in handen van de nieuwe staat DDR. Verwoeste bruggen over de Elbe maakten het onmogelijk om terug te keren naar zijn slot. Vanuit het resterende landgoed aan de overkant van de rivier zag hij de gebouwen in het oosten instorten en zijn akkers verwilderen.
Vanaf 1951 probeerde Bechtold Eugen von Bernstorff Schiermonnikoog terug te krijgen. Een door hem op 26 mei 1951 ingediend verzoek tot "ontvijanding" werd door het Nederlands Beheersinstituut in 1953 afgewezen. Ook een beroep bij de Raad voor het Rechtsherstel werd afgewezen. Ook latere pogingen van hem - nadat in 1964 het zogenaamde "Generalbereinigungsvertrag" tussen Nederland en Duitsland van kracht was geworden - om het eiland terug te krijgen mislukten. Vervolgens eiste hij een schadevergoeding van de Duitse staat. Bijna veertig jaar na de confiscatie kreeg hij in 1983 een bedrag van 80.000 Duitse mark. Von Bernstorff overleed in 1987. Hij werd begraven op Schiermonnikoog.